# Přibylov

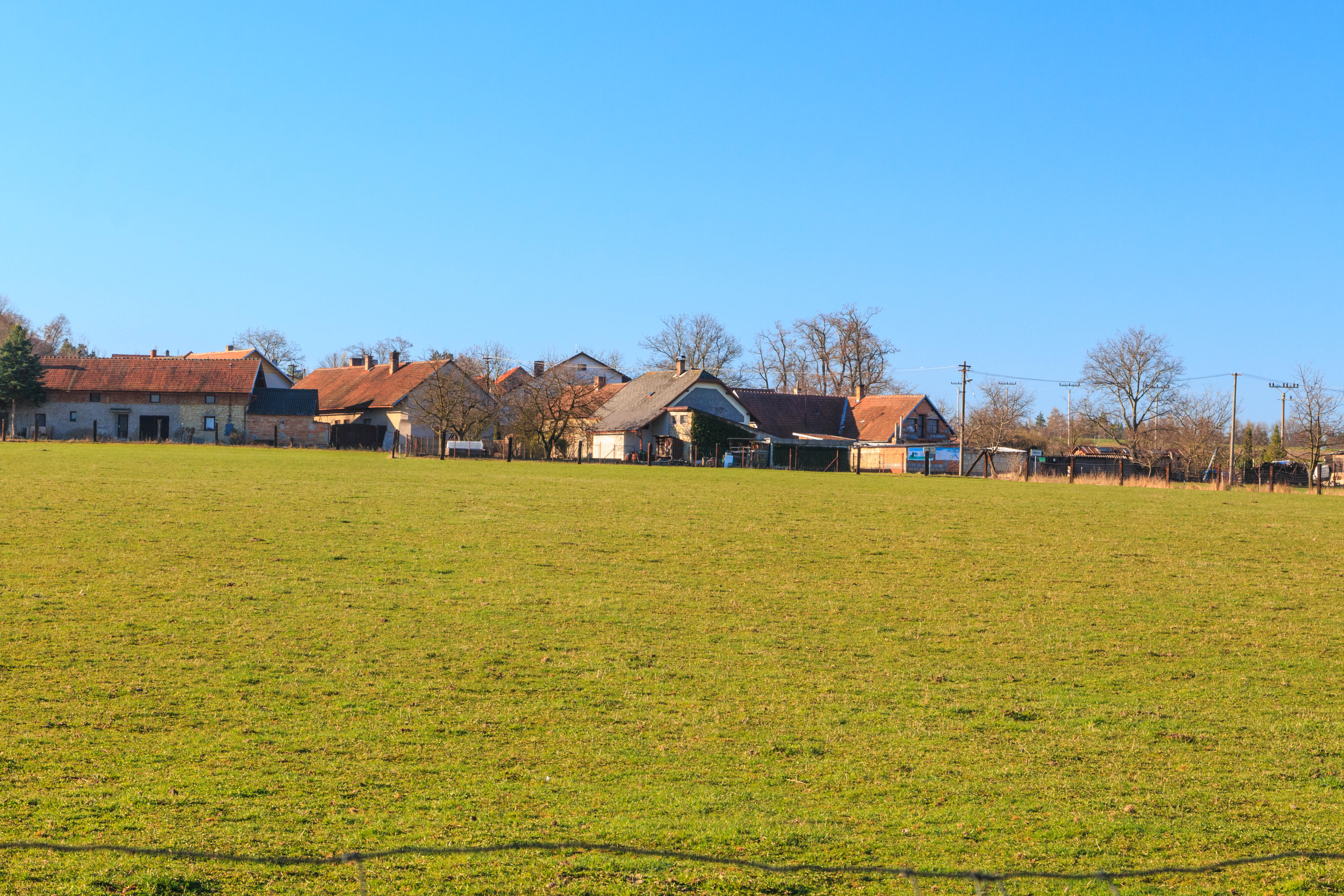
Blick von Nová Ves auf Přibylov

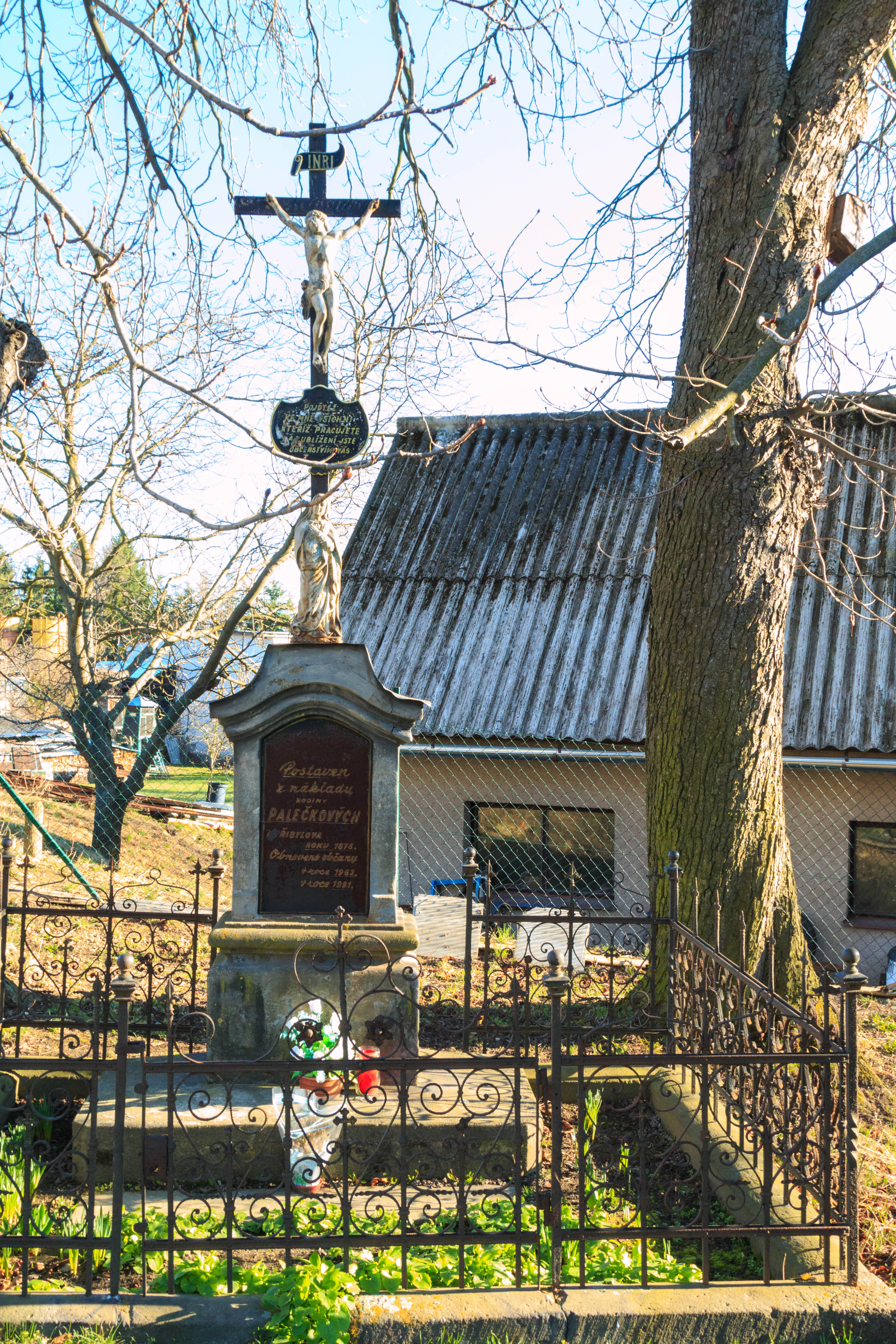
Kreuz

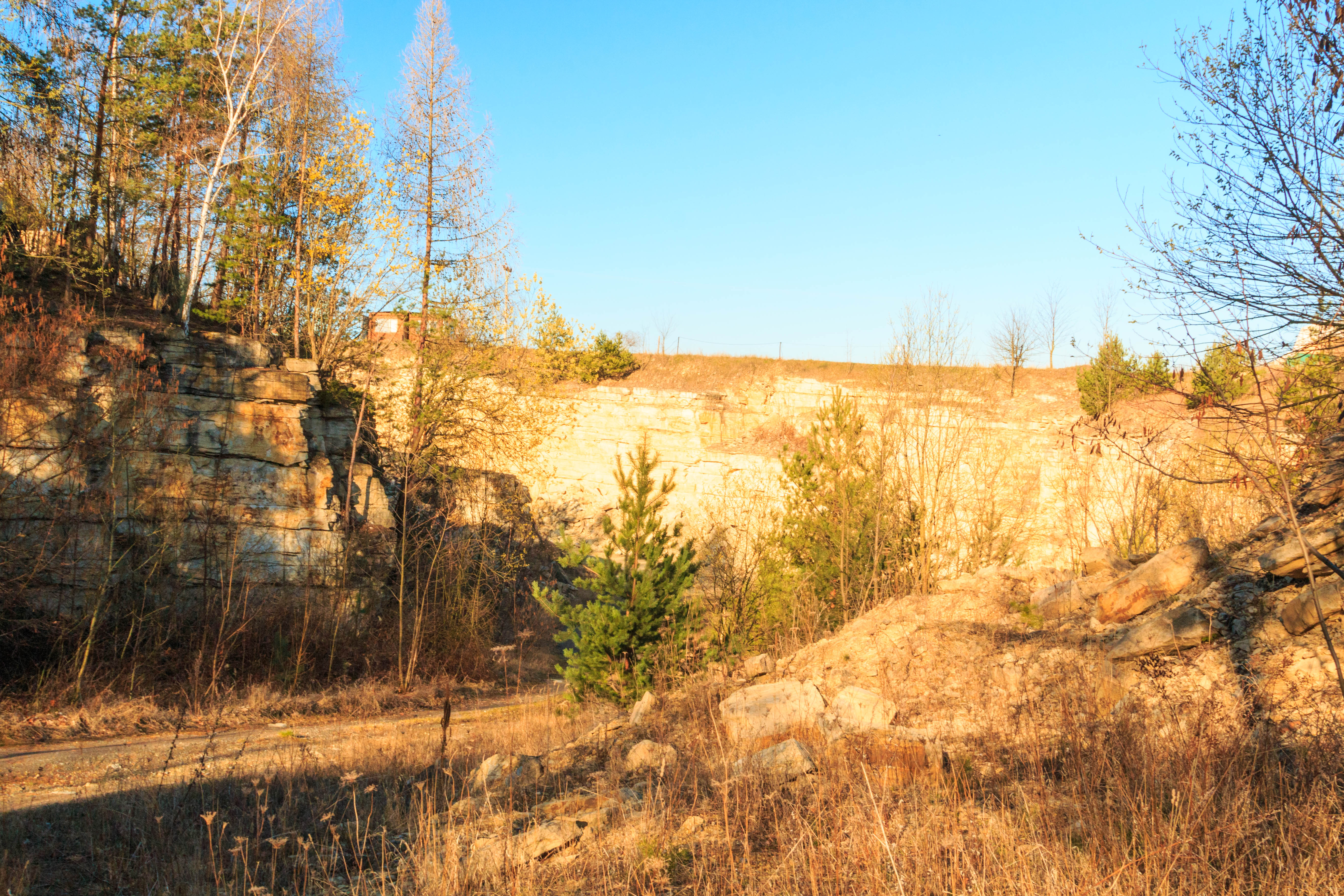
Plänersteinbruch

Přibylov (deutsch Pribilow) ist eine Grundsiedlungseinheit der Stadt Skuteč in Tschechien. Sie liegt zwei Kilometer nördlich von Skuteč und gehört zum Okres Chrudim.

## Geographie
Das Straßendorf Přibylov befindet sich linksseitig über dem Anenské údolí des Anenský potok an der Kuppe Stračín (Stratschin, 396 m n.m.) in der Štěpánovská stupňovina (Stiepanower Stufenland bzw. Flözgebirge). Durch den Ort führt die Staatsstraße II/358 zwischen Skuteč und Chrast. Südwestlich erhebt sich die Kostelecká hůra (432 m n.m.).
Nachbarorte sind Nová Ves und Hroubovice im Norden, Zdislav, Tišina, Janovičky und Doly im Nordosten, Štěpánov im Osten, Zbožnov und Kolonie im Südosten, Bílý Kopeček, Skuteč und Drážnice im Süden, Skutíčko im Südwesten, Vrbatův Kostelec und Skála im Westen sowie Chacholice und Obora im Nordwesten.

## Geschichte
Die Anhöhe, auf der Přibylov liegt, trug früher den Namen Šibeniční vrch und war bis 1628 der Richtplatz der Stadt Skuteč.
Im Jahre 1807 wurde am Stračín ein Plänersteinbruch angelegt. Entlang der vorbeiführenden Chaussee nach Chrast errichteten ab dieser Zeit Maurer und Steinbrecher ihre Häuser bis an die Grenze zur Herrschaft Rossitz. Der Name der neuen Siedlung leitet sich wahrscheinlich von přibýt (hinzukommen) her.
Im Jahre 1835 bestand die im Chrudimer Kreis gelegene und zur Stadt Skutsch konskribierte Ansiedlung Přibilow aus 10 Häusern. Der in den Steinbrüchen gewonnene sandige Pläner wurde als Baustein und zu Steinmetzarbeiten verwendet. Pfarrort war Skutsch. Bis zur Mitte des 19. Jahrhunderts blieb Přibilow der Herrschaft Richenburg untertänig.
Nach der Aufhebung der Patrimonialherrschaften bildete Přibylov ab 1849 eine Ansiedlung der Stadt Skutsch im Gerichtsbezirk Skutsch. Ab 1868 gehörte das Dorf zum politischen Bezirk Hohenmauth. Im Jahre 1890 bestand das Dorf Přibylov bzw. Strašín aus 16 Häusern, in denen 124 Personen lebten. Im Jahre 1949 wurde Přibylov dem neu gebildeten Okres Hlinsko zugeordnet, seit 1961 gehört das Dorf zum Okres Chrudim. Heute besteht Přibylov 24 Häusern.

## Ortsgliederung
Die Grundsiedlungseinheit Přibylov ist dem Ortsteil Skuteč zugeordnet und gehört auch zum Katastralbezirk Skuteč.

## Sehenswürdigkeiten
- Gusseisernes Kreuz, aufgestellt 1875
- Naturreservat Anenské údolí

## Plänersteinbruch
Der seit 1807 bestehende Plänersteinbruch wird heute von der Czech Trading s.r.o. mit Sitz in Rychnov nad Kněžnou betrieben. Das wegen seiner gelblichen Färbung als Goldener Pläner (zlatá opuka) bezeichnete Gestein wird heute für restauratorische Arbeiten verwendet. Die Rekonstruktion der Rotunde auf dem Říp (St. Georgsberg) erfolgte mit Pläner aus Přibylov.